# 鶴岡市消防本部
鶴岡市消防本部（つるおかししょうぼうほんぶ）は、山形県鶴岡市の消防部局（消防本部）である。

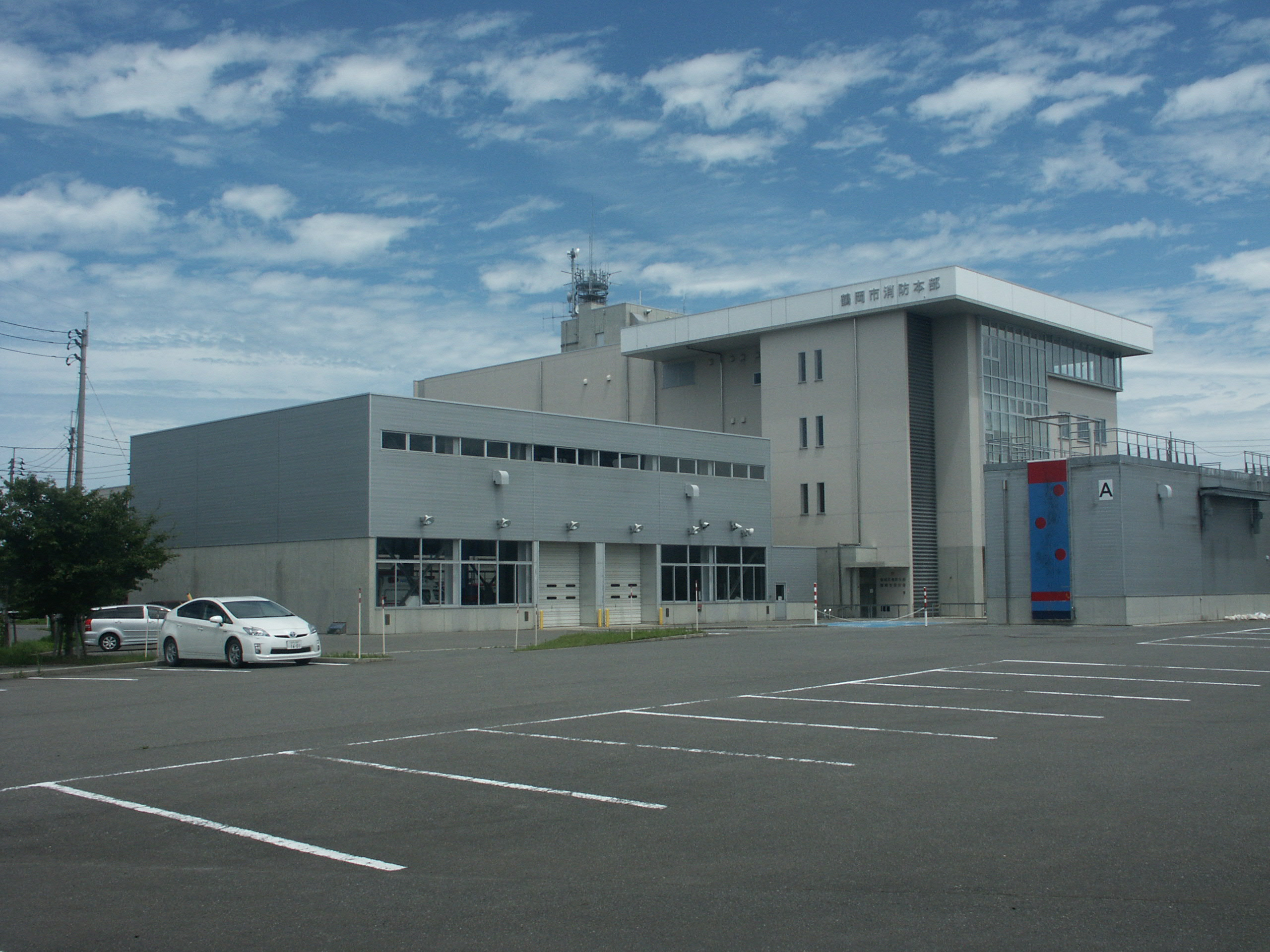
消防本部・消防署庁舎

## 概要
鶴岡市の消防組織で、鶴岡市と東田川郡三川町を管轄している。
平成の大合併に伴い、2005年（平成17年）10月1日に旧鶴岡市、羽黒町、藤島町、櫛引町、温海町、朝日村が合併し、新たな鶴岡市が発足した。
鶴岡市と三川町の2市町で構成していた鶴岡地区消防事務組合は、鶴岡市の意向により2007年（平成19年）3月31日に解散し、4月1日より鶴岡市消防本部として業務を継承した。
なお、当本部は鶴岡地区消防事務組合の構成町であった三川町から消防業務を受託している。
- 管轄総面積：1,344.75km2 （鶴岡市1,311.53km2 、三川町33.22km2 ）

- 管内総人口：138,403人（鶴岡市130,849人、三川町7,554人）[2]

## 組織体制
- 消防本部
- 消防署
  - 1署、9分署、消防車両44台、職員206名

| 内容       | 所在地                              | 備考 |
| ---------- | ----------------------------------- | --- |
| 消防本部   | 鶴岡市美咲町36番1号                 | 平成23年4月 1日 同地に消防本部・本署新庁舎竣工（馬場町より移転） （建築面積2,219.93㎡、地上5階＋塔屋1階、仮眠室棟、屋内訓練棟、屋上場外離着陸場、屋外救助訓練棟 配備） |
| 鶴岡消防署 | 同上                                | |
| 中央分署   | 鶴岡市文園町1番63号                 | 平成25年 4月12日 同地に新庁舎開署（馬場町から移転） |
| 北分署     | 鶴岡市道形町12番17号                | 平成28年4月15日 北分署（旧駅前分署）新庁舎開署（宝町から移転） |
| 西分署     | 鶴岡市下川字龍花崎41番地697         | 平成19年12月 1日 西分署新庁舎竣工（旧湯野浜分署前国道拡幅工事のため） 平成23年3月31日 西分署大山分遣所（旧大山分署）を廃止                                             |
| 温海分署   | 鶴岡市湯温海字湯之尻289番地         | 平成27年4月13日 同地に新庁舎開署（温海釜谷坂から移転） |
| 朝日分署   | 鶴岡市下名川字落合9番地             | |
| 羽黒分署   | 鶴岡市羽黒町荒川字前田元89番地      | |
| 藤島分署   | 鶴岡市藤島字笹花51番地1             | |
| 櫛引分署   | 鶴岡市上山添字文栄78番地1           | |
| 三川分署   | 東田川郡三川町大字横山字西田85番地1 | 平成28年4月13日 新庁舎開署（同一敷地内に建設） |